# Großer Bärenkrebs
Der Große Bärenkrebs (Scyllarides latus) ist eine Krebsart aus der Familie der Bärenkrebse (Scyllaridae).

## Merkmale
Der Große Bärenkrebs erreicht eine Länge von bis zu 45 Zentimetern mit einem kompakten, gedrungenen und abgeflachten Körperbau. Die Spitzen der Antennenplatten sind scharf. In der Rückenansicht sind die Segmente des Hinterleibs seitlich spitz zulaufend. Die Hinterleibssegmente sind seitlich mit kräftigen spitzen Dornen besetzt.

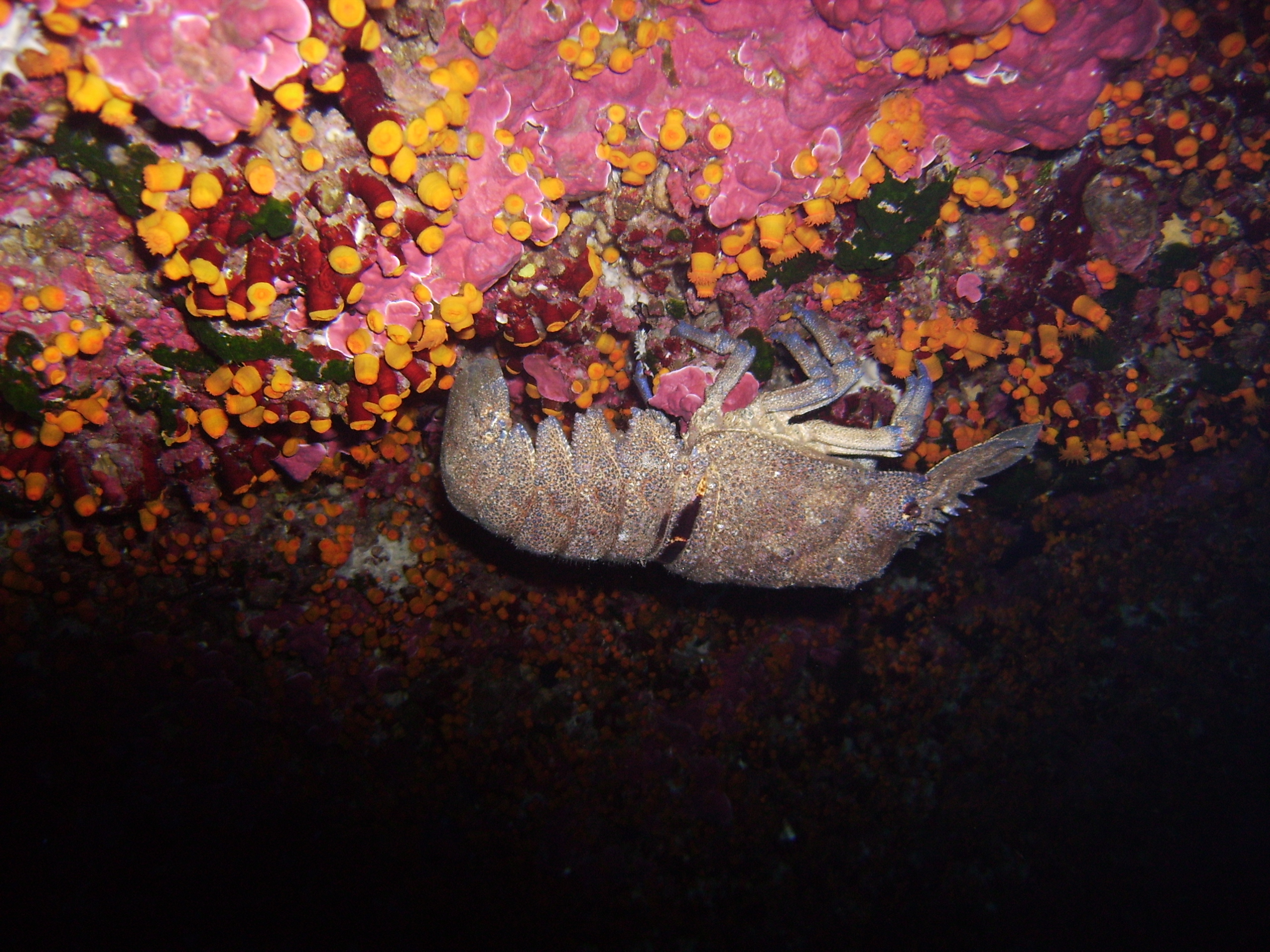
Großer Bärenkrebs an der Decke einer Höhle

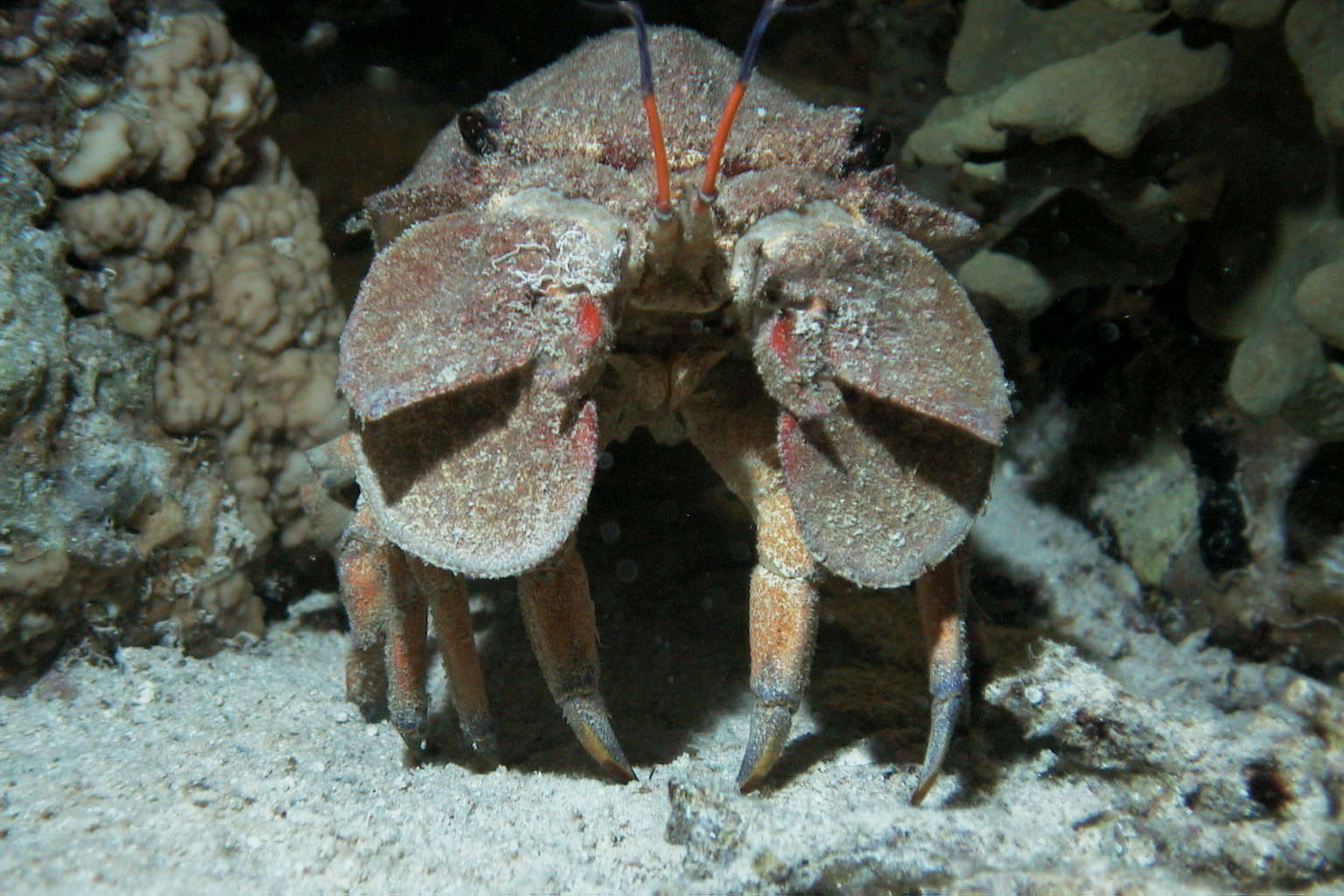
Frontansicht

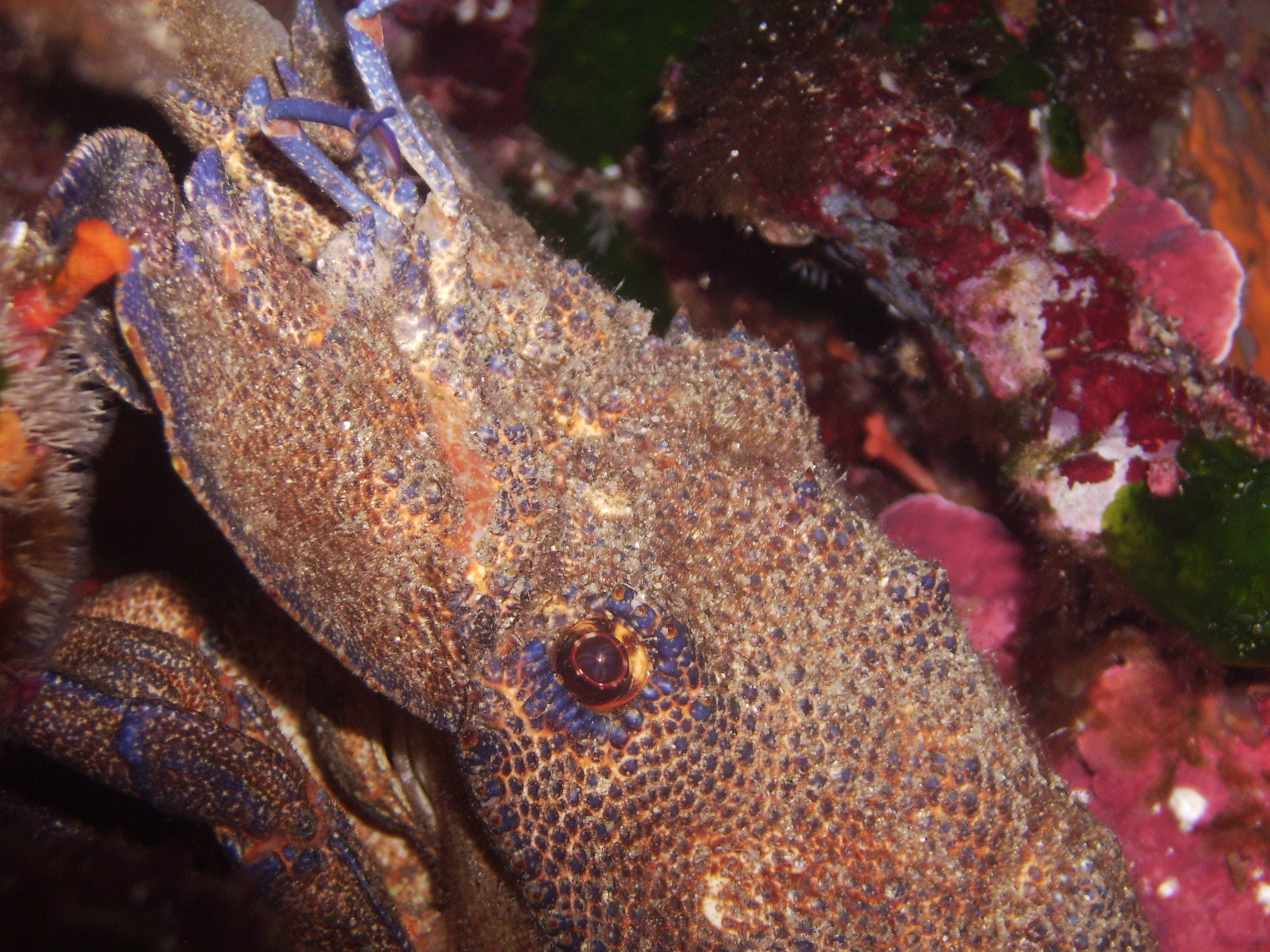
Kopfprofil

## Verbreitung und Lebensraum
Die Art ist im Mittelmeer (außer der Nordadria), Ostatlantik (Kanaren, Azoren, Westafrika) und im Roten Meer vertreten. Der große Bärenkrebs bewohnt primäre und sekundäre Hartböden. Er ist vor allem in Spalten, zwischen Felsblöcken und in kleinen Höhlen zu finden. Der Tiefenbereich liegt zwischen 4 m und 100 m.

## Verhalten
Scyllarides latus ist selten auf offenen Flächen zu finden. Die Art ist nachtaktiv und scheu. In der Regel sind die Tiere Einzelgänger, man kann sie aber auch in Paaren oder Gruppen sehen. Der kräftige Bärenkrebs ist nicht so behäbig, wie er wirkt. Bei Gefahr sind die Tiere in der Lage den Schwanzfächer unter den Unterleib zu schlagen, um sich blitzartig rückwärts wegzukatapultieren. Während der Fortpflanzungszeit tragen die Weibchen eine große Zahl intensiv rot gefärbter Eier, die an den Hinterbeinen festgeheftet sind. Die Brutpflege wird bis zum Schlüpfen der Larven betrieben.

## Biologie
Die maximale Körperlänge beträgt 45 cm. Die Grundfärbung ist hellbraun bis braunrot, die Ränder der blattförmigen zweiten Antennen haben einen blauvioletten Saum. Die ersten Antennen sind ebenfalls blauviolett. Im Mittelmeer gibt es zwei Gattungen mit fünf Arten der Familie Bärenkrebse. Eine Verwechslung mit Vertretern der anderen fünf Arten ist bei Scyllarides latus aufgrund des Aussehens und Größe nicht gegeben.

## Aquaristik
Durch die Größe und die spezifischen Haltungseigenschaften sind die Tiere nur für artgerechte Schauaquarien geeignet. Eine normale Heimhaltung ist nicht empfehlenswert.

## Kulinarische Bedeutung
Große Bärenkrebse sind wegen ihres festen, schmackhaften Fleisches interessant für die menschliche Ernährung. Sie sind gut schälbar. Der Bärenkrebs kann gegrillt, gebraten, sautiert, gebacken, gesotten oder dampfgegart verzehrt werden. Er verfügt über einige kleine Stacheln, die vor allem in ungekochtem Zustand sehr schmerzhafte Stiche verursachen können.